# Palawan
Palawan (kujononsky Probinsya i'ang Palawan, tagaložsky Lalawigan ng Palawan) je filipínská provincie. Jedná se o skupinu ostrovů mezi Jihočínským a Suluským mořem, západně od souostroví Visayas. Má status samostatné provincie, administrativně je však závislá na ostrově Luzon (v rámci správního regionu IV-B, MIMAROPA). Největší z ostrovů Palawan, podle nějž má provincie jméno, má rozlohu 11 785 km², na délku měří zhruba 450 km, na šířku v průměru ovšem pouze okolo 40 km. Hlavním administrativním městem ostrova je město Puerto Princesa, situované na východním pobřeží. Podle údajů z r. 2015 žilo na ostrově 849 469 obyvatel.
Ostrov Palawan má převážně hornatý reliéf, nejvyšším vrchem je Mount Matalingahan (2086 m). Z větší části je zalesněný. Kolem hlavního ostrova, který má členité pobřeží, je dalších 1780 ostrůvků a útesů. Na Palawanu se nachází mj. nejdelší dosud známá podzemní řeka ústící přímo do moře, která byla v r. 1999 zařazena do Světového dědictví UNESCO (viz Puerto-Princesa Subterranean River National Park), a také jeskyně Tabon, v níž byly nalezeny lidské kosterní pozůstatky staré 22 000 let, což je jeden z nejstarších nálezů v celoasijském měřítku.
Na ostrově Palawan žije 87 etnik, hovořících údajně 52 jazyky. Hlavním jazykem v mezietnické komunikaci zůstává ovšem tagalog.

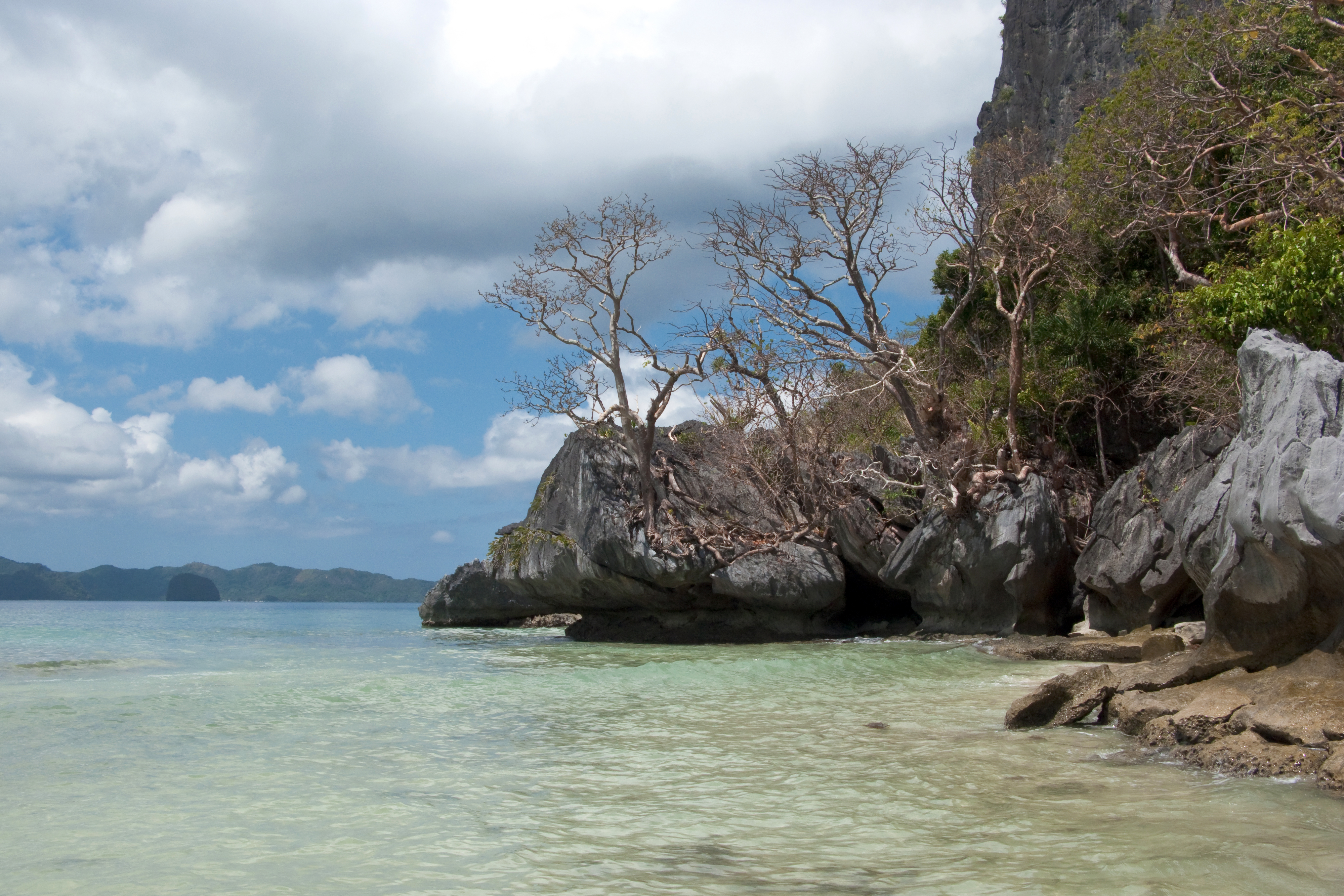
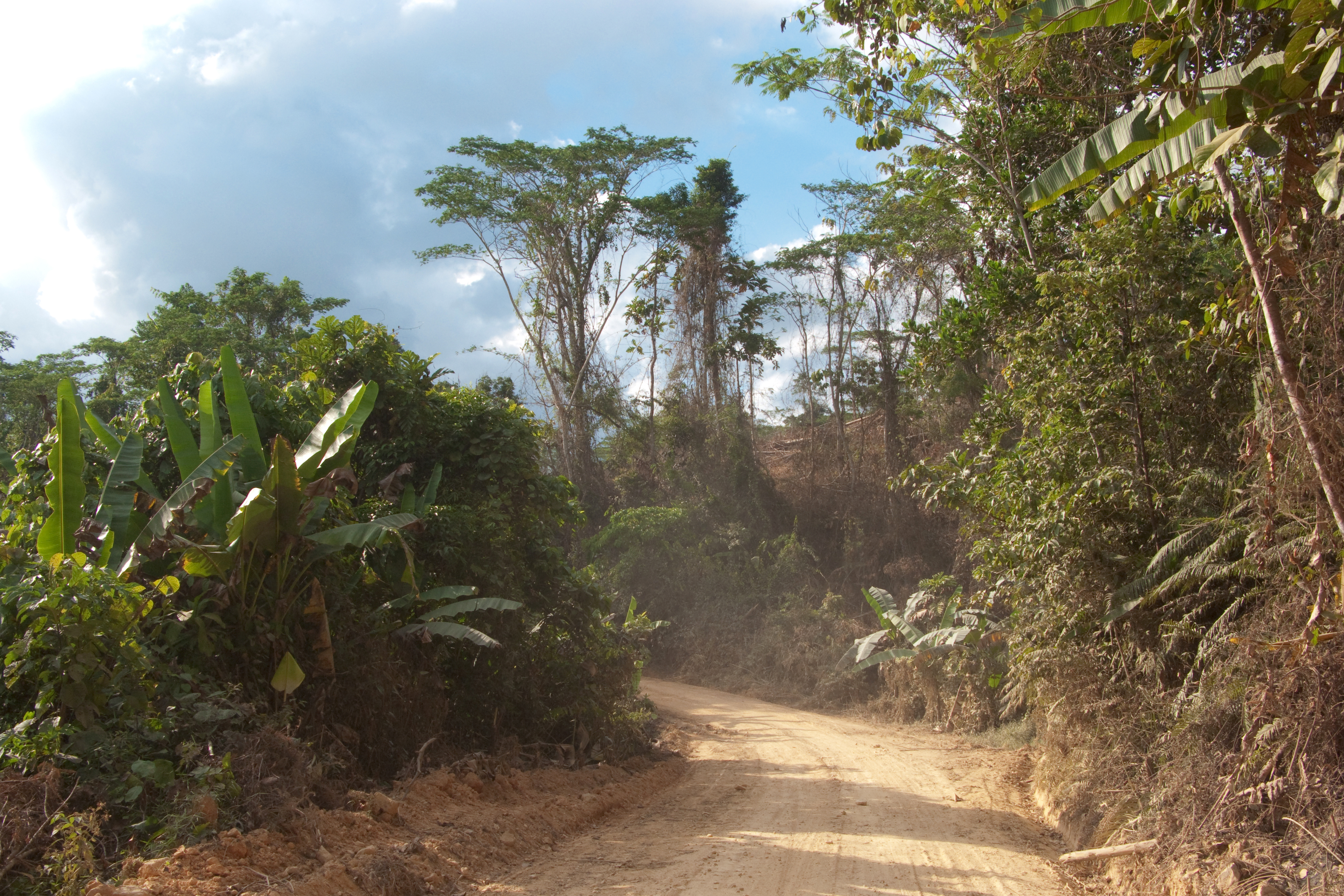
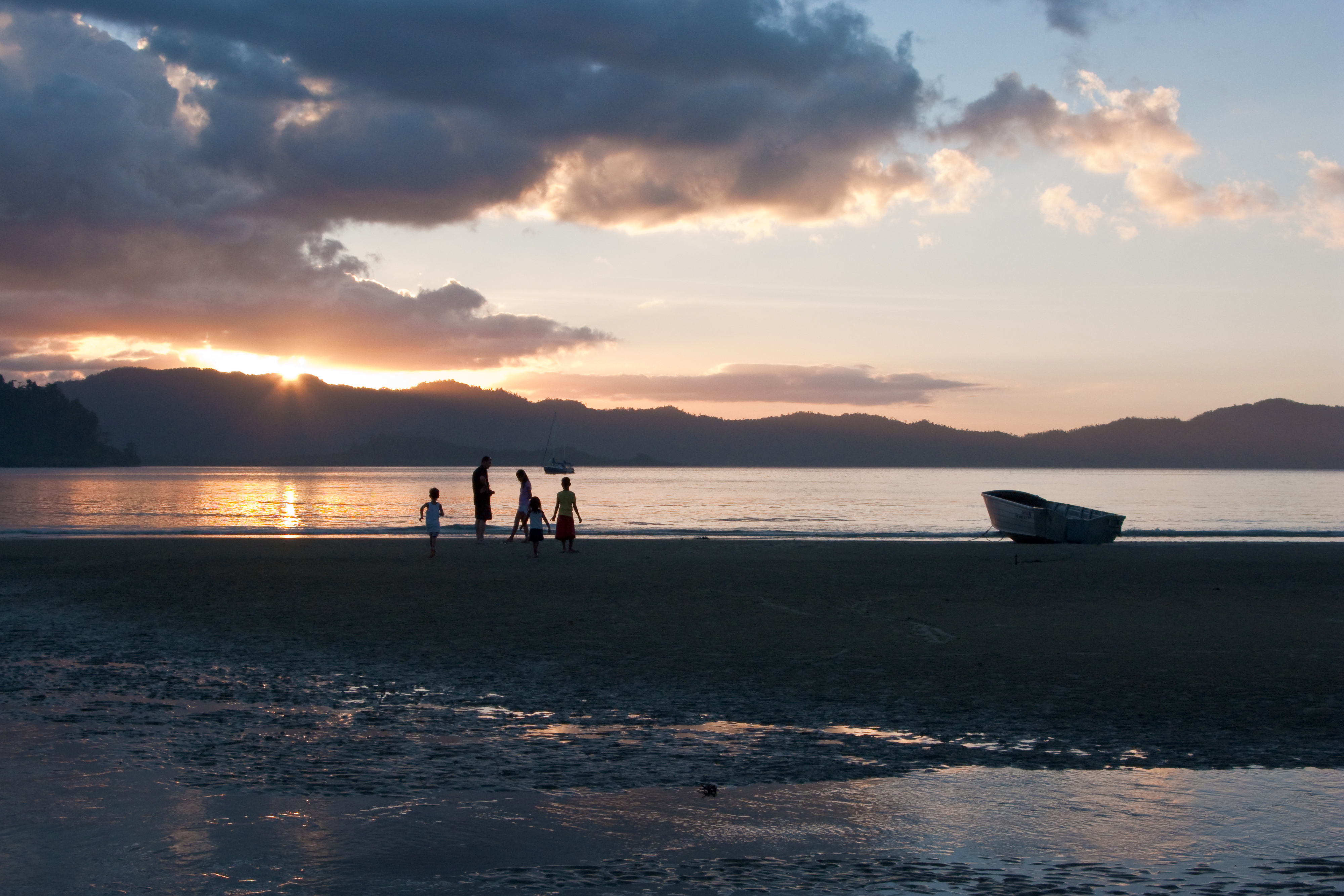